# Heinz Swoboda (Fußballspieler)
Heinz Swoboda war Fußballspieler in Dresden und spielte von 1953 bis 1955 in der DDR-Oberliga, der höchsten Liga im DDR-Fußball.

## Sportliche Laufbahn
Am 31. Januar 1954 bestritt Heinz Swoboda für die Betriebssportgemeinschaft (BSG) Rotation Dresden sein erstes Spiel in der DDR-Oberliga. In der Begegnung des 20. Spieltags Motor Dessau – Rotation Dresden (2:0) wurde er als Innenverteidiger aufgeboten. Diese Position behielt er auch bis zum Ende Saison, in der er auf insgesamt zehn Oberligaeinsätze kam. Trainer Paul Döring schien auch für die Saison 1954/55 mit Swoboda als Abwehrspieler zu planen, denn er setzte ihn bereits in den ersten beiden Punktspielen der BSG Rotation wie gewohnt als Innenverteidiger ein. Dörings Pläne zerschlugen sich jedoch, als sich Swoboda nach den beiden Einsätzen in die Bundesrepublik absetzte. Als Fußballspieler trat er dort überregional nicht in Erscheinung, und er kehrte auch nach wenigen Monaten wieder in die DDR zurück. Obwohl er sich durch die Republikflucht strafbar gemacht hatte, durfte er ab August 1955 für den SC Einheit Dresden, der im November 1954 die Fußballsektion der BSG Rotation übernommen hatte, wieder in der Oberliga spielen. Nach zwei Freundschaftsspiel-Einsätzen bestritt Swoboda auch die ersten vier Oberligaspiele in der sogenannten Übergangsrunde, die zum Übergang zur Kalenderjahrsaison nach sowjetischen Vorbild im Herbst 1954  mit dreizehn Runden ausgetragen wurde. Nachdem Swoboda bei diesen vier Einsätzen wie gewohnt als zentraler Verteidiger gespielt hatte, wurde er danach nicht mehr in der Oberliga aufgeboten. Er kehrte nicht wieder in den höherklassigen Fußball zurück.